# Języki andyjskie
Języki andyjskie – grupa blisko spokrewnionych ze sobą niewielkich języków kaukaskich, używanych w głównej mierze w południowej części Dagestanu, na terenie Federacji Rosyjskiej. Jak się ocenia, językami andyjskimi mówi ok. 50 tys. osób. 
Języki andyjskie wraz z awarskim oraz językami didojskimi tworzą tzw. zespół awaro-didojski (zwany także awaro-andyjsko-didojskim) w ramach szerszej grupy języków dagestańskich (północno-zachodnich języków kaukaskich).
W grupie tej wyróżnia się osiem języków, dzielących się poza tym na drobniejsze dialekty, które mogą dość znacznie różnić się między sobą, utrudniając wzajemne zrozumienie między ich użytkownikami.
Podczas ostatniego spisu powszechnego, przeprowadzonego na terenie Federacji Rosyjskiej w roku 2002, po raz pierwszy od 1926 r. uwzględniono każdy z tych języków osobno. Podczas poprzednich spisów ludność tę zapisywano jako Awarów.
Liczba użytkowników języków andyjskich według spisu z 2002 r. (w nawiasie podano dotychczasowe dane szacunkowe), jest następująca:
- achwaski – 6362 osób (5000)
- andyjski – 21 270 (10 tys.)
- bagulalski – 18 (6000)
- botlichyjski – 0 (4000)
- czamalalski – 12 (6000)
- godoberyjski – 2 (3000)
- karatajski – 6019 (6000)
- tindyjski – 44 (5000)

Z zebranych danych wynika, że albo wszyscy Bagulalowie, Botlichowie, Czamalalowie, Godoberowie i Tindowie zostali zasymilowani przez Andów, albo też ankieterzy przeprowadzający spis nieco zafałszowali wyniki.
Żaden z języków andyjskich nie rozwinął piśmiennictwa, aczkolwiek podejmuje się pewne próby stworzenia takiego dla andyjskiego, w którym nawet ukazuje się jedna gazeta. Natomiast rolę lingua franca pomiędzy użytkownikami języków andyjskich spełnia jeden z głównych języków literackich Dagestanu, awarski.